# 郭允中
郭允中（1929年—），男，辽宁阜新人，中华人民共和国政治人物，曾任第七机械工业部副部长，中国民用航空局副局长，国家空中交通管制局局长。